# Benjamin M. Golder
Benjamin Martin Golder (* 23. Dezember 1891 in Alliance, Cumberland County, New Jersey; † 30. Dezember 1946 in Philadelphia, Pennsylvania) war ein US-amerikanischer Politiker. Zwischen 1925 und 1933 vertrat er den Bundesstaat Pennsylvania im US-Repräsentantenhaus.

## Werdegang
Im Jahr 1893 kam Benjamin Golder mit seinen Eltern nach Philadelphia, wo er später die öffentlichen Schulen besuchte. Nach einem anschließenden Jurastudium an der dortigen University of Pennsylvania und seiner 1914 erfolgten Zulassung als Rechtsanwalt begann er in Philadelphia in diesem Beruf zu arbeiten. Während des Ersten Weltkrieges diente er im Fliegerkorps der US Navy. Politisch schloss sich Golder der Republikanischen Partei an. Zwischen 1916 und 1924 saß er als Abgeordneter im Repräsentantenhaus von Pennsylvania.
Bei den Kongresswahlen des Jahres 1924 wurde Golder im vierten Wahlbezirk von Pennsylvania in das US-Repräsentantenhaus in Washington, D.C. gewählt, wo er am 4. März 1925 die Nachfolge von George W. Edmonds antrat, den er in den Vorwahlen seiner Partei geschlagen hatte. Nach drei Wiederwahlen konnte er bis zum 3. März 1933 vier Legislaturperioden im Kongress absolvieren. Im Jahr 1932 unterlag er in den Vorwahlen seinem Vorgänger Edmonds, der dann auch die eigentliche Wahl gewann.
Nach seiner Zeit im US-Repräsentantenhaus praktizierte Benjamin Golder wieder als Anwalt. Im Jahr 1940 strebte er erfolglos die Rückkehr in den Kongress an. Während des Zweiten Weltkrieges trat er im Jahr 1943 als Hauptmann in die US Army ein. Dort brachte er es bis zum Juli 1945 zum Oberstleutnant. Danach arbeitete er wieder als Jurist. Außerdem wurde er im Bankgewerbe tätig. Er starb am 30. Dezember 1946 in Philadelphia.